# 小山武明
小山 武明（こやま たけあき、1964年7月7日 - ）は、東京都八王子市出身の日本のプロゴルファー、ゴルフ解説者、タレントである。芸能事務所の三桂がマネジメント。愛称は屋根裏のプロゴルファー、またはあなたの街のプロゴルファー。メディア出演時は主にタケ小山を自称する。

## 来歴
世田谷高等学校を経て、中央大学経済学部産業経済学科を卒業し、2009年に早稲田大学大学院スポーツ科学研究科の平田竹男研究室でトップスポーツマネジメントを修了する。
父親がゴルフを始めたことをきっかけに8歳でゴルフクラブを握る。当初は父親の練習についていく程度であったが、練習場のティーチングプロからはたまに指導を受けていた。小学生の頃は八王子リトルリーグに参加しており、部活動を退部する中学校2年生まで野球を続けた。
前述のティーチングプロから『右手の使い方がゴルフに近いから、硬式テニス部に入れ』と勧められて高等学校で硬式テニス部へ入部するが2年時に退部、ゴルフ番組「ビッグイベントゴルフ」を観て『プロになって、アメリカでゴルフをしたい』という気持ちが芽生えていたこともありここから真剣にゴルフを始める。
大学入学後はゴルフ部ではなくゴルフ同好会「アルバトロス同好会」で活動、2年先輩にゴルフ場運営会社の子息が在籍していた。この頃近所にできたゴルフ練習場でアルバイトを始めると、そこに金井清一のプロショップがあり、週に一度金井の弟子たちと共に指導を受ける機会を得た。練習場で遊びがてら打ったコースボールがネットを越える様子を見た金井の『その飛距離ならプロになれるぞ』の言葉をきっかけにプロを意識した。
大学在学中の1984年12月に関東ゴルフ練習場連盟のプロ入会テストで64名の参加者中1人だけ合格してアシスタントプロとなり、卒業後の1987年4月から「蛇の目ミシン開発・蛇の目スポーツプラザ高尾」に所属するプロゴルファーとしてレッスン業務に携わる。
1989年6月、前述の大学時代の先輩を頼りフロリダの「グレンリーフリゾート」に所属プロとして渡米。試合参戦しつつゴルフコース管理、フロント業務、レストラン経営などリゾートコースの経営全般を学ぶ。1996年10月からオーランドの「ザ・ゴルフ・チャンネル」で解説業を始め、左肩の故障などをきっかけに2001年1月に同社へ専属解説者として入社。ヨーロッパ・アメリカ・女子・下部ツアーを含めて年間50試合以上を解説した。
渡米時はアメリカをベースにカナダ、オーストラリア、カリブ等の試合に参戦。主な成績として、1990年「カナディアンエアー・インターナショナル 世界10ヵ国対抗戦」に日本男子代表として参戦して男子個人4位、1995年にUSPGAツアーの「ドラール・ライダーオープン」出場、1997年「北フロリダPGA・ウィンターツアー」賞金王。米国ミニツアーで通算37勝を挙げた。
2006年3月に「ザ・ゴルフ・チャンネル」を退社。
日本へ帰国後はQTを受け、2007年「JGTOチャレンジトーナメント」（呼称は当時）に参戦。同年は他に「北海道オープンゴルフ選手権競技」で3位、「日本オープンゴルフ選手権競技」で85位タイなどの成績を残す。
2008年4月からInterFM『GREEN JACKET』で毎週土曜日の早朝にディスクジョッキーを務め「あなたの街のプロゴルファー」と自称している。
2009年1月からTBSテレビ『サンデーモーニング』で屋根裏部屋と称した副調整室からゴルフを解説し「屋根裏のプロゴルファー」の愛称のきっかけになる。
2014年にプロゴルファーとしてシニア入りし、以降3年連続で「日本シニアオープンゴルフ選手権競技」に出場し、参戦初年度の第24回大会は初日69、2日目77の成績で予選を通過して51位タイとなる。（詳細後述）
2014年から「日本ゴルフ改革会議」広報委員を務める。
2017年4月から2019年3月まで、文化放送「The News Masters TOKYO」でパーソナリティを務めた。
2019年「全米シニアオープン」の予選会に挑戦した。

## 人物
- 講演活動も行う[16]。
- 「ありがとッ!」で手料理を生披露した[17]。
- サンデーモーニングで解説時に用いるボードなどは、全て自作している[2]。
- 『有吉反省会』に「ゴルフをしないプロゴルファー」として出演して森下千里と共演し[18]、禊として指定されたコースでホールインワンを目指すが500球以上打っても入らず時間切れとなる[19]。

## 日本シニアオープンゴルフ選手権競技成績
※期間はトーナメントの開催日である。第25回、第26回、第29回は予選落ちしており3日目と最終日はプレーしていない
- 第24回（2014年10月30日 - 11月2日：兵庫県・小野グランドカントリークラブ NEWコース）69,77,73,75=51位タイ[20]
- 第25回（2015年10月29日 - 11月1日：三重県・COCOPA RESORT CLUB 白山ヴィレッジゴルフコース QUEENコース）76,74=64位タイ[21]
- 第26回（2016年9月15日 - 9月18日：千葉県・習志野カントリークラブ キング／クイーンコース）82,74=88位タイ[22]
- 第29回（2016年9月19日 - 9月22日：埼玉県・日高カントリークラブ 東西コース）76,79＝83位タイ[23]

## 出演番組
※以下はすべて「タケ小山」名義で出演。『サンデーモーニング』は当初のみ本名の「小山武明」名義。
※単発出演は除く

### テレビ
- サンデーモーニング（TBS）屋根裏部屋ゴルフ解説（不定期、2009年1月 - ）[2]
- ゴルフネットワーク専属解説（不定期）[16]
- ありがとッ!（tvk）金曜レギュラー（2011年4月4日 - 2016年3月25日）[25]
- 趣味Do楽〜藤田寛之シングルへの道〜（NHK Eテレ）進行役（2012年8月6日 - 同年9月24日）[26][27]
- 趣味Do楽〜藤田寛之 続シングルへの道 コースを攻める戦略と技〜（NHK Eテレ）進行役（2013年8月5日 - 同年9月30日）[28][29]
- Sportsプラス（NHK総合テレビ）スポーツ解説（不定期、2013年9月 - 2015年8月）[30]
- モーニングCROSS (TOKYO MX) コメンテーター（ - 2017年3月13日、2019年4月25日[31] - ）不定期
- タケ小山のゴルフ放談（ゴルフネットワーク）司会（2016年7月19日[32] - 2017年6月20日[33]）
- 情熱報道ライブ「ニューズ・オプエド®」（NOBORDER NEWS TOKYO）不定期
- タケ式ゴルフ道場（GAORA）

### ラジオ
- GREEN JACKET (InterFM897) パーソナリティ（2008年4月6日 - ）[3]
- ニュース新発見 インサイト（RKBラジオ）木曜日「インサイトカルチャー」コーナー出演（ - 2017年3月15日）[34]
- 北野誠のズバリ（CBCラジオ）金曜日「週末ゴルフにズバリ」コーナー出演[35]
- The News Masters TOKYO（文化放送）パーソナリティ（2017年4月3日 - 2019年3月29日）[14]
- タケすし垣島～ちょっとディープなゴルフの〇〇な話～（RSKラジオ）パーソナリティ（2021年4月5日 - ）
- SUNDAY FINISHING LINE (InterFM897、2023年4月2日 - )

## CM
- ボディコンディショニングマットレス（フランスベッド）[36]

## 連載
※この節は雑誌・新聞・Webを含む
- ツアーマニア・タケ小山「世界パトロール！」（週刊ゴルフダイジェスト）[37]
- タケ小山の「オレにいわせろ！」（ワッグル） - 2017年2月25日[38]
- しゃくなげゴルフ倶楽部通信（EVEN）[39]
- ゴルフ即効薬〜今週の処方箋（日刊スポーツ、ニッカンスポーツ・コム）2017年4月4日 - 2018年3月27日[40]
- タケ小山のベストスコア一直線（GOLF LESSON COMIC WEB）2017年6月1日 - 不定期[41]
- タケ小山のゴルフ言いたい放題（ZAITEN）2019年3月1日 - [42]

## Web動画
- タケ小山のワンポイントゴルフ塾(ゴルフネットワーク公式YouTubeチャンネル)[43]

## 著書
- だからアナタは上手くなれない!（日本文芸社）2012年11月発売[44]
- タケ小山のインテリジェント・ゴルフ講座（NHK出版）2013年1月発売[45]
- 知らないと損をする スコアの減らし方!（日本文芸社）2013年3月発売[46]
- ゴルフは100球打つより見てなんぼ!（ゴルフダイジェスト社）2013年5月発売[47]
- 今の技術でベストスコアを叩き出す!タケ小山のセルフマネジメントゴルフ (マイナビ出版）2014年4月発売[48]
- これを”マネ”れば上手くなる!プロゴルファー・十人十色の練習法（NHK出版）2014年8月発売[49]
- 150ヤード以内は必ず3打で上がれる!!アプローチのお約束（日経プレミアシリーズ）2015年8月発売[50]
- タケ小山の歳を取っても飛ばしを諦めるな!（徳間書店）2015年12月発売[51]
- こうすれば250ヤードは超える!!飛ばしのお約束（日経プレミアシリーズ）2016年9月発売[52]
- これさえなくせば90が切れる!! スコアメイクのお約束（日経プレミアシリーズ）2017年8月発売[53]
- だからアナタはゴルフが上手くなる!（日本文芸社）2019年7月発売[54]